# Zoran Pevec
Zoran Pevec, slovenski pesnik, urednik, esejist, literarni teoretik in kritik, * 3. januar 1955, Celje. 

## Življenje
Po izobrazbi je slovenist. Končal je znanstveni magistrski študij na temo »Ženski liki v slovenski poetični dramatiki«, v zrelih letih je doktoriral iz slovenske književnosti. Od leta 2021 do leta 2023 je bil podpredsednik Društva slovenskih pisateljev, od leta 2024 dalje je član UO DSP, kjer je bil dolgoletni  predsednik Komisije za prireditve, sedaj pa je njen član. Od leta 2023 je član UO SC PEN. Je odgovorni urednik revije za književnost Vpogled, revije za kulturo in literaturo Vsesledje, soustanovitelj založbe Hiša poezije in član uredništva revije za poezijo in poetično Poetikon, bil je tudi član sveta revije za poezijo Rp. Lirikon21. Je idejni pobudnik za nagrado Fanny Haussmann za najboljši ciklus poezije v Sloveniji v enem letu. Pesmi, eseje in literarno teoretične članke objavlja v vseh pomembnejših literarnih revijah v Sloveniji, bil je tudi literarni kritik. Med drugim je dolgoletni mentor po vsej Sloveniji na kreativnih delavnicah pisanja.

## Dela
Pesniške zbirke
- 1986 Orbis pictus (samozaložba).
- 1996 Zapisi pozabljenih (Društvo za revitalizacijo literature).
- 2000 Pod silikonskim nebom (Fit Media).
- 2004 Moški v sobi (Apokalipsa)
- 2006 V neki točki (Hiša poezije).
- 2010 Glasovi slovenske poezije 3 - prevod pesmi v angleščino, skupaj z Miriam Drev in Ivanom Dobnikom (Hiša poezije).
- 2011 Hasidski pevec (Založba Litera).
- 2015 To ni Michel Foucault (Založba Pivec).
- 2016 Muškarac u sobi (prevod v hrvaščino Željko Perović).
- 2018 Kako postati nihče (LUD Šerpa).
- 2019 Glasovi slovenske poezije 4 - prevod pesmi v nemščino, skupaj z Miriam Drev in Ivanom Dobnikom (Hiša poezije).
- 2021 Na objektivističnem stolu (Založba Pivec).
- 2022 Beckett - moj advokat (Hiša poezije).
- 2024 V sobi (Hiša poezije).
- 2025 V sobi - raje bi, da ne (izbor poezije 1986-2024) (Hiša poezije).

Ostala dela
- 2006 Kako narediti pesem - priročnik za pisanje poezije (JSKD).
- 2018 Slovenska urbana poezija po Pesniškem almanahu mladih (Velenjska knjižna fundacija).
- 2020 Kako narediti pesem … (Vprašanje ali odgovor) - ponatis razširjenega priročnika za pisanje poezije (JSKD).
- 2024 Poezija - kako spodleteti bolje - priročnik za pisanje poezije, ki je obenem pesnikov pesniški credo (JSKD).

### Prevodi
Knjižni prevodi v angleščino, nemščino in hrvaščino ter revijalni prevodi v angleščino, francoščino, poljščino, slovaščino, češčino, bolgarščino, makedonščino, nizozemščino, srbščino in hrvaščino. Njegove pesmi so objavljene tudi v prevodnih antologijah slovenski pesnic in pesnikov v italijanščini in češčini.

## Priznanja
- 1997 Tretja nagrada za pesem »Mesto« na natečaju za evropski mesec kulture v Ljubljani.
- 2006 Prva nagrada strokovne žirije na Pesniškem turnirju v Mariboru za pesem »V neki točki«.
- 2013 Prejemnik nagrade čaša nesmrtnosti za vrhunski desetletni slovenski pesniški opus v 21. stoletju.
- 2018 Nominacija za Veronikino nagrado v Celju za zbirko Kako postati nihče.
- 2019 Nominacija za Jenkovo nagrado za zbirko Kako postati nihče.
- 2019 Srebrni grb mestne občine Celje za vrhunski ustvarjalni opus na področju književnosti.
- 2025 Savinova plaketa za 20-letno uspešno delo na področju literarne dejavnosti.